# Grilli (Toscane)
Pour les articles homonymes, voir Grilli.
Grilli est une frazione située sur la commune de Gavorrano, province de Grosseto, en Toscane, Italie. Au moment du recensement de 2011 sa population était de 252 habitants.

## Geographie
Le village est situé dans la Maremme grossetaine, en aval des collines de Caldana, Giuncarico et Vetulonia, à environ 10 km au sud-est de Gavorrano, près de la frontière avec la commune de Castiglione della Pescaia.

## Histoire
Le village est né au milieu du XIXe siècle dans une plaine au centre de certains domaines agricoles, comme ceux de Lupo ou Vacchereccia. Ici s'élevait la grande fabrique de pâtes « Grilli », activité économique importante dans la région qui contribua au développement de la frazione, marquant son toponyme.
L'église Santa Rita da Cascia a été construite en 1969,,.